# Шихуцкий, Владимир Николаевич
Владимир Николаевич Шихуцкий (? — 1878) — российский химик. Был действительным членом и членом совета Киевского отделения Русского технического общества.

## Биография
Обучался в университета Св. Владимира (Киев). Ученик П. П. Алексеева. Был лаборантом в университета Св. Владимира. Его учитель в эти году живо заинтересовывается значением свеклосахарного производства для края, и переводит «Сельскохозяйственные промыслы» Отто и дополнение к «Сахарному производству по Вагнеру»,  стал редактором первого тома «Записок» по свеклосахарной промышленности, Киевского отделения Императорского русского технического общества.
Окончил университет в 1870 году. В 1871 году его учитель П. П. Алексеев уезжает из Киева в Италию. Известно, что Владимир Шихуцкий поступил химиком на Городищенский сахарный завод (построен в 1876 году), где вскоре стал помощником директора. Одновременно, в течение двух лет был стипендиатом при Киевском университете, готовясь к профессорскому званию, но не успев сдать магистерский экзамен, скончался 12 (24) декабря 1878 года.
Напечатал в журнале Русского химического общества, членом которого состоял, исследование «Новый случай образования азосоединений» (1874. — Т. VI. — Вып. 7) и предварительную заметку об азосоединениях из динитродифенила и изодинитродифенила (1875).